# Claußnitz
Claußnitz è un comune di 2 915 abitanti della Sassonia, in Germania.
Appartiene al circondario (Landkreis) della Sassonia centrale (targa FG).